# Phigalia hyemaria
Phigalia hyemaria là một loài bướm đêm trong họ Geometridae.